# Julie Hascoët
Pour les articles homonymes, voir Hascoët.
Julie Hascoët née à Douarnenez en 1989 est une photographe bretonne.

## Biographie
Julie Hascoët est née en 1989 à Douarnenez. En 2012, elle est diplômée de l’École Nationale Supérieure de la Photographie à Arles. Elle part en résidence à l’Institut français d'Amérique latine pendant six mois à Mexico. Elle photographie les territoires qu'elle arpente. En 2019, elle s'installe à Brest.
En 2022, elle présente son travail à Rennes, au FRAC et aux Champs Libres. Pendant sept ans, elle a photographié les free parties en Bretagne. Elle confronte ces images d'installations éphémères en pleine nature avec les blockhaus construits par les allemands pendant la Seconde Guerre mondiale qui font partie des paysages bretons.

## Expositions
- Sur la route, Festival Photo La Gacilly, 2016
- Zines of the zone, La Métive, Moutier-d’Ahun,  2019
- Pas sommeil. La fête dans tous ses états, Champs libres et Frac Bretagne, 2022[5]

## Distinctions
- Prix Nouvelles Écritures de la photographie, La Gacilly, 2016